# عشق پنهان (مجموعه تلویزیونی)
عشق پنهان (انگلیسی: Hidden Love; چینی ساده: 偷偷藏不住) یک مجموعه تلویزیونی چینی سال ۲۰۲۳ با بازی ژائو لوسی، چن ژه‌یوان و ویکتور ما است. این مجموعه بر پایه رمانی از ژو یی است که نویسندگی این مجموعه را نیز بر عهده دارد. عشق پنهان از ۲۰ ژوئن تا ۶ ژوئیه ۲۰۲۳ در یوکو و از ۲۹ ژوئن ۲۰۲۳ در نتفلیکس منتشر شد.

## بازیگران
- ژائو لوسی در نقش سانگ ژی
  - ژانگ شی وی در نقش جوانی سانگ ژی
- چن ژه‌یوان در نقش دوان جیاشو
- ویکتور ما در نقش سانگ یان